# 鈴木真理
鈴木 真理（すずき しんり、1974年12月25日 - ）は、神奈川県二宮町出身の元自転車プロロードレース選手。自宅は松戸市だが、宇都宮市を活動拠点にコーチ業もしている。近年は日本のプロサイクリングチームの監督を歴任している。

## 概要
中学3年の頃に自転車競技を始めた。高校時代は自転車オンリー生活で、週末は毎週150km前後走っていた。平日は一人が多かったので2時間で終了。
当時、ドラゴンボールが流行っていて、亀仙人が甲羅の重りを背負って修行するのを見て、ボトルに鉛を入れて、サドルにつけて練習してみた。ダンシングをすると重りで左右に振られて自転車が超重く感じた。
因みにボトルケージに積んだら、ボトルケージが壊れた。
2016年4月、脚の血管に血栓ができる病気が判明。投薬治療で病魔と戦い現役続行したが、2018年も治療のため走れるかわからない状態が続いたので、2017年7月にブリッツェンの柿沼章社長へ退団の意思を伝え、10月に翌年の活動が未定の状態でブリッツェン退団を発表した。これは現役引退ではなく、病気を完治させて選手復帰を経て、改めて引退宣言を目指している。
2018年1月以降は宇都宮を拠点に「TRUTH BIKE（トゥルースバイク）」および「TEAM TRUTH（チームトゥルース）」として自転車コーチ業に挑むと同時に、血栓の治療をしつつ選手としてプロ契約せずに現役続行する道を模索している。

## 来歴
1990年
- 平塚学園高等学校入学。自転車部がなかったため、父親が実業団チーム「チームアトランタ」を設立[4]。

1994年
- エアロせプシーあずみの（現エキップ・あずみの）加入。

2002年
- 全日本選手権ロード 優勝

2003年
- アジア選手権 優勝

2004年
- アテネ五輪に出場したが途中棄権に終わる。
- アジア選手権 優勝
- ツアー・オブ・ジャパン 宇都宮ステージ 2位（優勝者がドーピング違反により記録抹消され、繰上げ優勝）[5][6]
- ツール・ド・北海道 ステージ優勝2回

2006年
- チームミヤタに移籍
- Jツアー 年間総合優勝

2007年
- 地元で開催された「湘南国際マラソン」に先導者として参加した。
- Jツアー 年間総合優勝（2連覇）

2009年
- Jサイクルツアー 年間総合優勝（Jツアーとの通算で3回目）
- ジャパンカップ アジア最優秀賞

2012年
- キャノンデールスペースゼロポイントに移籍
- 8月 トレーニング中に落車、大腿骨骨折[7]により長期療養を余儀なくされる。

2013年
- 宇都宮ブリッツェンに移籍。

2014年
- 引退した中村誠選手に代わりキャプテンに就任。
- ツール・ド・おきなわ 4位

2015年
- 全日本選手権ロード 6位

2016年
- 4月23日 JPT第5戦 第8回 JBCF 群馬CSCロードレース Day-1 3位
- 上述のレース後に脚に激痛が走り、検査の結果左脚に数年前から血栓ができていたのが判明し6月に手術[8]
- ジャパンカップクリテリウムは最後の出場になるかと思い強行出場[8]し80位。
- 10月下旬に大腿深静脈封鎖を開通させる手術。同時に車をBMW・M3からジョンクーパーへ乗り換え[9][8]
- 以降は治療を優先させレースは欠場している。

2017年
- 宇都宮ブリッツェンのジュニア育成組織アップビーリングシステム（チーム名：ブリッツェン・ステラ）でコーチを担当。
- 9月3日 JPT 第7回JBCF タイムトライアルチャンピオンシップに出場 13位[10]
- 10月3日 今シーズンをもってブリッツェンを退団すると発表[11]。
- 10月16日 21日開催のジャパンカップクリテリウム出場予定 ブリッツェン選手として最後のレース出場[12]
- 10月21日 ジャパンカップ・クリテリウムに出場 70位 12周目のスプリント賞獲得[13]
- 11月26日 宇都宮ブリッツェンシーズンエンドパーティにて、2018年の活動方針を発表[14]。
- 12月 宇都宮ブリッツェンを契約満了で退団。ステラのコーチは2018年も継続する。

2018年
- Live GARDEN Bici Stelleのトレーニングコーチ就任[15]
- 4月8日 第43回チャレンジサイクルロードレースA-Eに出場 17位[16]

2023年
- さいたま那須サンブレイブの監督に就任[17]。

2025年
- 2025年シーズンより古巣である宇都宮ブリッツェンの監督に就任[18]。

## その他
- 高校の2年先輩に元SMAPの中居正広がいる。
- 少年時代の憧れのチームは日本舗道レーシングチーム。大門宏、清野慶太、大野直志などの選手たちが目標だった。[19]。
- プロボウラーの鈴木理沙とは、いとこの関係である[20]。